# Джефферсон Тауншип (округ Сомерсет, Пенсільванія)
Джефферсон Тауншип (англ. Jefferson Township) — селище (англ. township) в США, в окрузі Сомерсет штату Пенсільванія. Населення — 1426 осіб (2020).

## Демографія
Згідно з переписом 2010 року, у селищі мешкали 1423 особи в 601 домогосподарстві у складі 418 родин. Було 1659 помешкань
Расовий склад населення:
| - 97,3 % — білих - 0,8 % — азіатів - 0,6 % — чорних або афроамериканців - 0,1 % — вихідців з тихоокеанських островів |

До двох чи більше рас належало 0,8 %. Частка іспаномовних становила 0,4 % від усіх жителів.
За віковим діапазоном населення розподілялося таким чином: 17,4 % — особи молодші 18 років, 65,6 % — особи у віці 18—64 років, 17,0 % — особи у віці 65 років та старші. Медіана віку мешканця становила 47,1 року. На 100 осіб жіночої статі у селищі припадало 109,3 чоловіків;  на 100 жінок у віці від 18 років та старших — 110,4 чоловіків також старших 18 років.
Середній дохід на одне домашнє господарство  становив 77 791 долар США (медіана — 64 107), а середній дохід на одну сім'ю — 74 240 доларів (медіана — 63 571). Медіана доходів становила 47 938 доларів для чоловіків та 29 500 доларів для жінок. За межею бідності перебувало 7,4 % осіб, у тому числі 12,4 % дітей у віці до 18 років та 4,0 % осіб у віці 65 років та старших.
Цивільне працевлаштоване населення становило 699 осіб. Основні галузі зайнятості: освіта, охорона здоров'я та соціальна допомога — 19,5 %, виробництво — 11,2 %, мистецтво, розваги та відпочинок — 10,0 %, будівництво — 10,0 %.